# Rosa Adriana Díaz Lizama
Rosa Adriana Díaz Lizama (Buctzotz, Yucatán; 16 de noviembre de 1973) es una abogada y política mexicana, miembro del Partido Acción Nacional y actualmente ocupa un escaño en el Senado del República como representante de su Estado. 
Cursó la licenciatura en Derecho en la Universidad Mesoamericana de San Agustín y la maestría en Administración Pública en la Universidad Anáhuac Mayab.
Fue diputada federal y local. También ha sido regidora de su municipio natal, ubicado en el oriente del Estado, y coordinadora del programa Microrregiones de la Secretaría de Desarrollo Social (Sedesol) en Yucatán, desde donde realizó un importante trabajo para abatir la pobreza en los municipios con mayor marginación. Ha concluido todos los períodos constitucionales para los que ha sido electa.
Su labor legislativa se basa en la igualdad entre mujeres y hombres; los derechos humanos de la población más vulnerable del país, como la población indígena y las personas con discapacidad, y el desarrollo social. Asimismo es una firme defensora de la libertad de expresión. 
Ha sido elegida por sus compañeros durante cinco años consecutivos para ser integrante de la Mesa Directiva del Senado, que es el órgano de gobierno de la Cámara Alta. Actualmente ocupa la primera secretaría, pero ya fungió también en la primera vicepresidencia y en diversas ocasiones le correspondió presidir el Senado en sustitución de su presidente, entonces Roberto Gil Zuarth.
Actualmente[¿cuándo?] es integrante de la Comisión de Desarrollo Social, de la Comisión para la Igualdad de Género, de la Comisión de Vivienda y de la Comisión de Comercio y Fomento Industrial. También forma parte del Comité de Vigilancia del Grupo Parlamentario del PAN en el Senado.
En 2014, formó parte de la planilla del senador Ernesto Cordero Arroyo, entonces candidato a la presidencia nacional del PAN. Durante esa campaña, Rosa Adriana logró en su estado natal un sorpresivo y contundente triunfo para su compañero de bancada, lo que demostró su enorme ascendencia en su partido y en su estado natal. De hecho, es la panista yucateca con el cargo de mayor relevancia en Yucatán.
También cuenta con una amplia carrera al interior de su partido, del que ya fue consejera nacional y estatal, promoviendo en especial la participación de las mujeres en la política partidista. 
También se ha desempeñado como periodista, pues desde muy joven fue corresponsal de Diario de Yucatán en su municipio natal. Escribe habitualmente en Diario de Yucatán y otros periódicos.